# 론 화이트

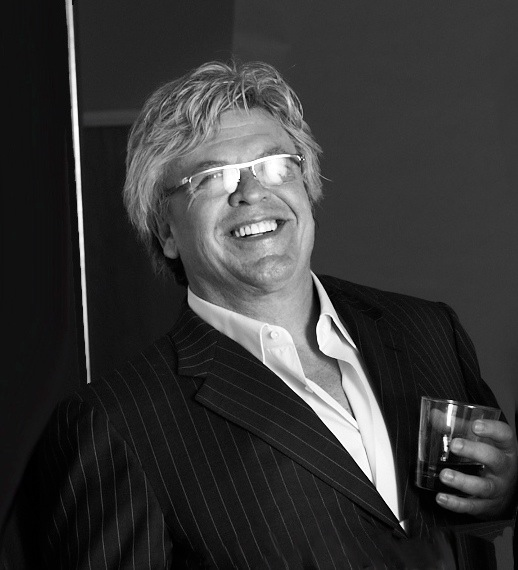

론 화이트(Ron White, 1956년 12월 18일 ~ )는 미국의 배우, 텔레비전 배우, 정치인, 작곡가 겸 작사가, 성우이다.